# Киркалово
Киркалово (грч. Παραλίμνη, Паралимни) је насељено место у општини Пела у периферији Средишња Македонија, Грчка. Према попису из 2021. године било је 712 становника.
Према бугарском географу и историчару, Василу Канчову, у Киркалову је 1900. године живело 198 Словена хришћана. Године 1924. словенско становништво је принудно исељено у Бугарску, иако се званично воде само 13 исељених Словена. На попису из 1928. годне Киркалово је имало 14 становника и било је читлучко насеље где су живели најамни радници. После Грчког грађанског рата власти су принудно населиле већи број породица из планинских села и неколико каракачанских породица. Киркалово је 1951. имало 815 становника.